# Chinaski
Chinaski — чешская поп-рок группа, образованная в Праге в 1987 году, дважды завоевавшая «Ангела» — награду, присуждаемую чешской Академией популярной музыки, — в 2005 и 2007 годах.

## История

### Начало творчества
Группа была основана в 1987 году Павлом Грохманом и Михалом Новотным (позже взявшим псевдоним Малатный) под назанием Starý hrady («Старые за́мки»), через некоторое время с подачи поклонников переиначенным в Starý hadry («Старые лохмотья»). В 1989 году в группу приходят два одногруппника Михала Новотного с театрального факультета Академии исполнительских искусств: Петр Райхерт, разделивший роль вокалиста с Малатным, и Иржи Сейдлер. В 1994 году под влиянием творчества Чарльза Буковски группа меняет название на Chinaski, и выпускает одноимённый дебютный альбом Chinaski. В сентябре того же года был снят первый видеоклип группы на песню «Pojď si lehnout», режиссёром клипа выступил Ян Гржебейк.
В 1997 году вышел второй студийный альбом Dlouhej kouř, а одноимённый сингл стал самым популярным хитом на чешских радиостанциях, принеся группе известность и несколько номинаций на «Ангела». В том же году режиссёром Владимиром Михалеком был снят видеоклип на песню «Podléhám». 25 мая 1998 диск Dlouhej kouř получил статус золотого, на тот момент альбом разошёлся тиражом в 27 тысяч экземпляров.

### Рост популярности, альбомы 1. signální, Originál
В апреле 1999 года вышел первый сингл «1. signální» с одноимённого альбома. Группа была номинирована на ежегодную премию Академии популярной музыки в категории «Группа года», но по итогам заняла лишь третье место.
В 2000 году группу покинул Петр Райхерт. В этом же году Chinaski записали очередной студийный альбом Na na na a jiné popjevky. Сингл «Klára» занял четырнадцатое место в хит-параде чешских радиостанций по итогам первой недели. В голосовании за претендентов на звание группы года Chinaski в очередной раз уступают соперникам, но на этот раз занимают второе место, опередив группу Lucie, победителем же стала группа Monkey Business. В 2001 году группа пятая в рейтинге Český slavík («Чешский соловей»), а «Klára» по итогам года седьмая в списке самых популярных треков на радио.
В сентябре 2002 года был издан альбом Originál. Сингл «Můj svět» достиг первого места в рейтинге IFPI TOP 40, также на него был снят анимационный видеоклип. В течение двух недель Originál добрался до второго места в списке самых продаваемых дисков в Чехии. Группа отыграла серию концертов, которые в общей сложности посетили почти 43 тысячи человек. В декабре того же года группа дала благотворительный концерт для детей из школ, пострадавших от летних наводнений. В рейтинге Český slavík за 2002 год Chinaski снова на пятом месте.
В январе 2003 года второй сингл с альбома Originál «Láskopad» занимает седьмое место среди самых популярных чешских песен. На церемонии вручения премии Академии популярной музыки Chinaski побеждает в категории «Песня года» со своим новым хитом «1970». Идёт подготовка к выпуску сборника лучших песен, а также продвижение сингла «Dobrák od kosti». В период с июля по август группа участвует в фестивалях, в том числе играет в Чикаго. Вершиной этой серии концертов становится сентябрьское выступление в амфитеатре замка Конопиште совместно с Ленкой Дусиловой и музыкальным проектом Maya. В октябре вышел сборник под названием Premium 1993–2003.

### Premium 1993-2003
В 2003 году выпускается первый сборник хитов Premium 1993-2003. В марте 2004 года группа начался с концерта в Усти-над-Лабем.  Концерты были показаны с помощью проекции и световое шоу. В апреле, закончив тур с концерта в Хомутове и выпустила новый хит Možná (рус. Может быть). В период с июня по август того же года проходили их летние концерты под открытым небом и выступления на фестивалях.

### 07
В 2007 году группа устроила концерт в Euro Club, где в качестве гостьи была Зузана Норисова. С видеоклипом на песню Vedoucí группа завоевала в хит-параде MTV European World Chart Express.  В том же году выпускается новый альбом 07. В целом альбом состоял из 36 песен, из которых на компакт-диске состоят шестнадцать треков.
В 7 июля того же года группа выпускает на местной радиостанции Evropa 2 новую песню Zadarmo (рус. Бесплатно) в качестве премьеры. Новый официальный фан-клуб группы выпустился тоже. Chinaski уже играли на чешских и словацких фестивалях, в том числе Rock for People в городе Градец Кралове. В течение нескольких недель, этот хит становился самой популярной песней на радио. 17 сентября 2007 группа выпустила новый альбом под названием 07 (Ноль Семь). В поддержку нового альбома группа сделала новый тур по стране. 5 декабря 2007 года тур заканчивается, билеты были распроданы на концерт в комплексе T-Mobile Arena в Праге.

### Юбилейный концерт, новый альбом, планы
20 сентября 2013 года группа выпустила новый сборник хитов Best of Chinaski 20 let v síti  (рус. 20 лет в сети). В 2014 году группа празднует 20 лет своего существования и устроили юбилейное шоу в комплексе O2 Arena. Летом того же года группа выпустила песню Víno (рус. Вино), которая является саундтреком к сериалу Виноделы. Летом группа поехала в Великобританию, чтобы записать новый альбом. Помимо них, в студии, где записали новый альбом Rockfield, до Chinaski записали песни, такие звезды, как Queen, Coldplay и Black Sabbath. Альбом был выпущен 24 октября. В 2015 году выпускаются новые хиты из того же альбома, как Každý ráno (рус. Каждое утро), Láska & Hvězdy (рус. Любовь и Звёзды) и Slovenský klín (рус. Словацкий клин). Сейчас[когда?] группа записывают новый альбом.

## Состав группы

### Текущий состав
- Михал Малатный — гитара, вокал
- Франтишек Таборский — соло-гитара, вокал
- Ян Штайнсдёрфер — клавишные
- Томи Окрес — бас-гитара
- Лукаш Павлик — ударные

### Бывшие участники
- Ондржей Шкох
- Штепан Шкох
- Отакар Петршина (младший)
- Петр Кужварт
- Павел Грохман — ударные
- Петр Райхерт — саксофон
- Иржи Сейдлер — автор текстов
- Адам Стивин — бас-гитара
- Мартин Кулхавый
- Марцела Хмелиржова
- Роберт Ина

## Дискография
- 1995 — Chinaski
- 1997 — St. hadry
- 1997 — Dlouhej kouř
- 1999 — 1. signální
- 2000 — Na na na a jiné popjevky
- 2002 — Originál
- 2004 — Docela vydařenej den
- 2004 — Autopohádky
- 2005 — Music Bar
- 2006 — Movie Bar
- 2007 — 07
- 2008 — Když Chinaski tak naživo
- 2008 — Autopohádky 2
- 2010 — Není na co čekat
- 2011 — Písničky z Autopohádek
- 2014 — Rockfield
- 2017 — Není nám do pláče
- 2019 — 11

### Сборники
- 2003 — Premium 1993–2003
- 2013 — Best of Chinaski - 20 let v síti